# 黄曹站
黃曹站位于中国廣東省東莞市黃曹，于1996年启用，为广州铁路（集团）公司广梅汕铁路总公司管辖的四等站。经过铁路有京九铁路。

## 使用情况
黃曹站是京九铁路的车站。本站不辦理客貨運列車。

## 历史
1996年：黄曹站建成启用。